# STS-50
STS-50 byla dvanáctá mise raketoplánu Columbia. Celkem se jednalo o 47. misi raketoplánu do vesmíru. Cílem letu bylo vynést do vesmíru laboratoř Spacelab USML-1.

## Posádka
- Richard N. Richards (3) velitel
- Kenneth D. Bowersox (1) pilot
- Bonnie J. Dunbarová (3) letový specialista
- Ellen S. Bakerová (2) letový specialista
- Carl J. Meade (2) letový specialista
- Lawrence J. DeLucas (1) specialista pro užitečné zatížení
- Eugene H. Trinh (1) specialista pro užitečné zatížení

V závorkách je uvedený dosavadní počet letů do vesmíru včetně této mise.